# Пейн (езеро)
Езеро Пейн (на френски: Lac Payne) е 13-о по големина езеро в провинция Квебек. Площта му, заедно с островите в него, е 533 km2, която му отрежда 86-о място сред езерата на Канада. Площта само на водното огледало без островите е 508 km2. Надморската височина на повърхността е 130 m.
Езерото се намира в северната част на провинцията, в централната част на полуостров Унгава (северната част на полуостров Лабрадор). Това е най-северното езеро на провинция Квебек с площ над 400 км2. Езерото Еванс има дължина от запад на изток 103 km, а максималната му ширина е 12 km, със силно разчленена брегова линия с множество ръкави, заливи и острови (площ 25 km2). Годишното колебание на водното равнище е от порядъка на 1,4 м, а ледената покривка се задържа от ноември до юли. От източната част на езерото изтича река Арно, която тече на изток и североизток и се влива в залива Унгава.
Бреговете на езерото и островите в него за първи път са детайлно заснети, проучени и картографирани през 1896 г. от канадския топограф Албърт Питър Лоу.